# Three to Get Ready

Three to get ready est une composition de Dave Brubeck écrite en 1959 pour l'album Time Out, pour le Dave Brubeck Quartet. 
Le thème principal de cette composition est une sorte de valse, sur laquelle l'improvisation est constituée de deux mesures de 3/4 et deux mesures de 4/4. Cette composition devint très vite un standard de jazz et fut notamment mise en chanson en France par Claude Nougaro en 1962 sous le titre Le Jazz et la Java.